# Sýček obecný
Sýček obecný (Athene noctua) je druh sovy z čeledi puštíkovitých (Strigidae) vyskytující se v severní Africe a na rozsáhlém území Evropy a Asie. Jako nepůvodní druh byl zavlečen také do Velké Británie a na Nový Zéland. Jedná se o malou sovu s charakteristickým přísným výrazem, kterou v místě výskytu často prozradí pronikavé noční volání z vrcholů střech, plotů a jiných vyvýšených míst. K životu vyhledává pestrou otevřenou krajinu s mozaikou biotopů a dostupnými krátkostébelnými loveckými lokacemi nabízejícími dostatek potravy, kterou tvoří převážně hmyz, žížaly a drobní savci. Hnízdo tradičně umísťuje do dutin vrb a jiných stromů, ale i do vhodných dutin ve stavbách nebo speciálních hnízdních budek.
Ve starověkém Řecku byl sýček představován jako posvátný pták spojovaný s bohyní moudrosti Athénou. V některých oblastech středověké Evropy naopak v pověrách platil za posla špatných zpráv a ohlašovatele smrti, k čemuž přispívalo i jeho tajemné noční houkání slyšitelné na střechách či za okny lidských sídel, které pověrčivý lid někdy interpretoval jako „pojď, pojď!“ a spojoval s povoláváním nemocných a umírajících na druhý břeh. V některých regionech jižní Evropy byl sýček oproti tomu historicky vnímán pozitivně, a dokonce se zde choval v zajetí pro lov škůdců a pro potěchu.
Mezinárodní svaz ochrany přírody (IUCN) hodnotí sýčka obecného jako málo dotčený druh. V zemích západní a střední Evropy přesto stavy této sovy v posledních dekádách znatelně poklesly, což bývá přičítáno primárně nepříznivým změnám v krajině vedoucím k likvidaci vhodných stanovišť s dostatkem hnízdních a potravinových příležitostí. Uvedený trend je patrný také na území Česka, kde byl sýček ještě v průběhu 1. poloviny 20. století vůbec nejběžnější sovou s populací čítající řádově desetitisíce párů. Od poloviny téhož století se však začala jeho početnost postupně snižovat až na stávajících (2018) odhadem 100 až 130 párů, a tento trend trvá nadále. Sýček obecný je proto v Červeném seznamu ptáků České republiky zařazen do kategorie kriticky ohrožených druhů a dle vyhlášky č. 395/1992 Sb. patří též mezi druhy zvláště chráněné v kategorii silně ohrožených.

## Etymologie
Rodové jméno v latině, Athene, je přímo odvozeno od řecké bohyně Athény, se kterou byla tato sova dříve vyobrazována. Druhové jméno, noctua, odkazuje na noční aktivitu druhu.
České rodové jméno „sýček“ (v hovorové variantě „sejček“) má patrně původ ve slovesu „syčet“, podle Košťála (1895) prý proto, že „sejček syčí, když se hněvá“. Zmínky o sýčkovi lze nalézt patrně již v nejstarším slovníku českého jazyka (Claretus, cca 1360), kde je označován jako sýc, aby byl stejným autorem později pojmenován jako plaček (Claretus, 1365). Název sejček se objevuje až později (Balbinus, 1679), přičemž Fryč (1851) druh označuje nejprve názvy sýc nebo kulich a až později pojmenováním sýc obecný (Fryč, 1872). Název sýc obecný se objevuje také v řadě dalších starších pramenů, včetně Jungmannova slovníku z první poloviny 19. století či Příručního slovníku jazyka českého z let 1935–57 (v současné češtině se rodové jméno sýc používá pro sýce rousného, Aegolius funereus). V různých nářečích se objevují také výrazy jako kulíšek, kujíček, případně i kaldus, kalous či ťujík, ťuvík, kuvík nebo ťuhýk.

## Taxonomie
Druh poprvé popsal roku 1769 italsko–rakouský přírodovědec Giovanni Antonio Scopoli ve své práci Annus I. Historico–Naturalis pod názvem Strix noctua. V roce 1822 německý zoolog Friedrich Boie sýčka obecného přeřadil do rodu Athene, kam se dnes společně s ním řadí minimálně další tři druhy: sýček králičí (A. cunicularis), sýček lesní (A. blewitti) a sýček brahmínský (A. brama). Rod Athene je součástí jedné monofyletické skupiny s rody Glaucidium, Surnia a Aegolius, jejíž sesterskou skupinu tvoří zástupci rodů Bubo, Strix, Otus, Megascops, Asio a Ptilopsis.

### Poddruhy
U sýčka obecného se rozeznává až 13 poddruhů (Nieuwenhuyse et al., 2008; Holt et al., 2017):
- A. n. vidalii A. E. Brehm, 1857 – západní Evropa, introdukován ve Velké Británii a na Novém Zélandu;
- A. n. noctua (Scopoli, 1769) – střední Evropa jižně po Sardinii a Sicílii;
- A. n. indigena C. L. Brehm, 1855 – Balkán, ostrovy v Egejském moři jižně po Krétu a východně po Malou Asii a Kaspické moře;
- A. n. lilith Hartert, 1913 – Kypr a vnitrozemí Blízkého východu v Turecku, Sýrii a na Arabském poloostrově;
- A. n. glaux (Savigny, 1809) – severní Afrika, Izrael;
- A. n. spilogastra (Heuglin, 1863) – pobřeží Rudého moře po Eritreu a Etiopii;
- A. n. somaliensis Reichenow, 1905 – východní Etiopie, Somálsko;
- A. n. saharae (Kleinschmidt, 1909) – severní a střední Sahara;
- A. n. bactriana Blyth, 1847 – střední Asie, Írán, Irák, Afghánistán;
- A. n. orientalis Severtzov, 1873 – severozápadní Čína, Sibiř;
- A. n. impasta Bangs & J. L. Peters, 1928 – severní a střední Čína;
- A. n. ludlowi E. C. S. Baker, 1926 – centrální Čína, jižní a východní Tibet;
- A. n. plumipes Swinhoe, 1870 – severovýchodní Čína, Mongolsko.

König & Weick (2008) oproti tomu popisují pouze 8 poddruhů a dva tradiční poddruhy – A. (n.) lilith a A. (n.) spilogastra – považují za samostatné druhy.
V Evropě žijí poddruhy A. n. noctua, A. n. vidalii, A. n. indigena (Nieuwenhuyse et al., 2008; Holt et al., 2017) a někteří autoři jako samostatný poddruh rozlišují ještě A. n. sarda (Kleinschmidt, 1907), žijící na Sardinii. Mezi poddruhy jsou časté přechodné populace. Nominátní poddruh A. n. noctua vytváří velmi širokou přechodovou zónu s A. n. vidalii, a to od jižní Francie po Česko a Slovensko, a další přechodovou zónu s A. n. indigena v bývalé Jugoslávii. Přechodové zóny existují také u poddruhů A. n. indigena a A. n. vidalii, a to na Ukrajině, v Bělorusku a v centrálním Rusku (Holt et al., 2019). Původní členění poddruhů založené zejména na morfometrii a zbarvení opeření bez zvážení molekulárních znaků bude patrně v budoucnu podléhat revizi jednotlivých poddruhů (nejen) v Evropě, což naznačují také nedávné genetické studie hovořící mj. o absenci příměsi apeninského genomu ve střední Evropě.

## Popis

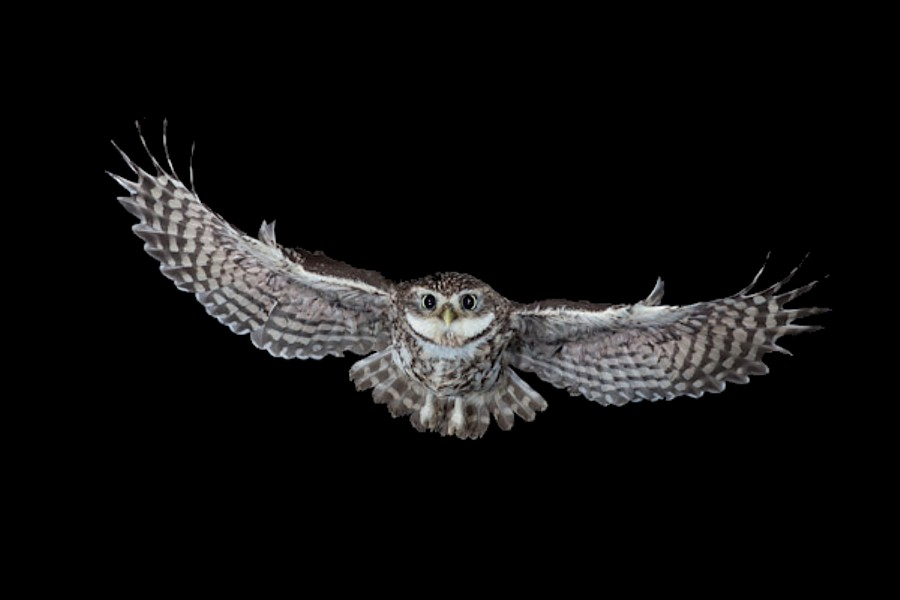
Sýček obecný v letu

Sýček obecný je malá sova dorůstající sotva velikosti drozda zpěvného (délka těla 19–25 cm, rozpětí křídel 50–57 cm), s hmotností dosahující 160–250 g (velké rozpětí je způsobeno znatelnou sezónní proměnlivostí, kdy ptáci uprostřed zimy váží o 20–40 % více než na konci hnízdní sezóny). Má robustní tělo, velkou široce zakulacenou hlavu, krátký ocas (6,9–9 cm) a poměrně dlouhé silné nohy. Shora je hnědý s bílým skvrněním silnějším na hřbetě a slabším na hlavě, zespodu bílý, hustě hnědě čárkovaný. Bílý pruh nad očima mu propůjčuje charakteristický přísný výraz. Nohy jsou bíle opeřené, zobák šedavě žlutý a duhovka žlutá. Pohlaví se zbarvením neliší, mladí ptáci jsou matnější a nemají bílé tečky na temeni.
Často sedá na vyvýšených místech (komíny, sloupy, ploty, skály), a to i během dne. Při vyrušení protahuje tělo do výšky a při vzrušení pohybem těla nahoru a dolů jakoby podřepává. Létá zpravidla těsně nad zemí, na větší vzdálenosti v dlouhých obloucích podobně jako šplhavci, na kratší přímočařeji. Někdy se též při hledání potravy třepetá v letu na místě ve výšce několika metrů podobně jako poštolka, aby znenadání složil křídla k tělu a volně se jako kámen spustil na zem za lokalizovanou kořistí. Stejně jako u ostatních sov je sýčkův let tichý.

## Hlas
Sýček obecný má široký hlasový repertoár se 40 popsanými akustickými projevy a jejich kombinacemi. Samec se v toku ozývá měkkým hlubokým „kuík“, opakovaným každých zhruba 5–10 sekund; u samice je toto houkání vyšší, nosovější a ne tak měkké. Jako varování slouží hlasité a výbušné „či, či, či, či...“ Mezi další hlasové projevy patří ostré, naříkavé „kí–iv“ s důrazem na první slabiku, nebo „(k)vív“. Mláďata žadoní syčivě znějícím „šrí“.

## Rozšíření a habitat
Sýček obecný má turkestánsko–mediteránní typ rozšíření s areálem rozprostírajícím se převážně mezi 22° a 51° s. š. od Pyrenejského poloostrova a Britských ostrovů východně po severovýchodní Čínu a Korejský poloostrov, jižně po Středomoří, severní Afriku s výběžkem až do etiopské oblasti (22° s. š.), severozápadní Pákistán, jižní Tibet a střední a východní Čínu (35° s. š.), a severně po boreální pásmo Evropy a Asie (limitujícím faktorem výskytu je trvalá sněhová pokrývka vyšší než 10–15 cm, znemožňující lov potravy). V průběhu 19. století byl introdukován v Anglii, odkud se dále rozšířil do jižního Skotska a Walesu, a počátkem 20. století na Novém Zélandu. Je převážně stálý.
K životu vyhledává pestrou otevřenou krajinu s živými ploty, stromořadími či jinými lineárními strukturami, jakož i vyvýšenými posedy, vhodnými dutinami a plochami s trvale krátkostébelným porostem. V Evropě jde nejčastěji o vysokokmenné sady, stará stromořadí, parky, pastviny, vinice, okolí řek a potoků s prořezanými vrbami a vesnická stavení s hospodářskými budovami a přilehlou obhospodařovanou půdou, v jižnějších částech areálu také o polopouště. Jako obzvláště důležitá se ve spojitosti s prospíváním a udržitelností populací sýčka jeví přítomnost ploch s krátkostébelným porostem typu pastvin nebo kosených luk, které této sově umožňují snadný přístup k potravě. V Česku bylo v podobných travnatých biotopech zaznamenáno 90 % všech loveckých lokací, přičemž v období hnízdění dosahovala průměrná výška vegetace na takových lokacích pouhých 4,7 cm a pokryvnost 51 %. Obdobná data na loveckých lokacích byla zjištěna také v okolních středoevropských zemích, z čehož lze usuzovat, že dostupnost krátkostébelných ploch v blízkosti hnízdišť sýčka obecného může představovat limitující faktor pro přežití této sovy v zemědělských oblastech střední Evropy. Ve středoevropských podmínkách hnízdí převážně v nižších polohách do 700 m n. m., ale v některých částech areálu vystupuje i vysoko do hor (v Himálaji až do 3000–4600 m n. m.).

## Rozmnožování

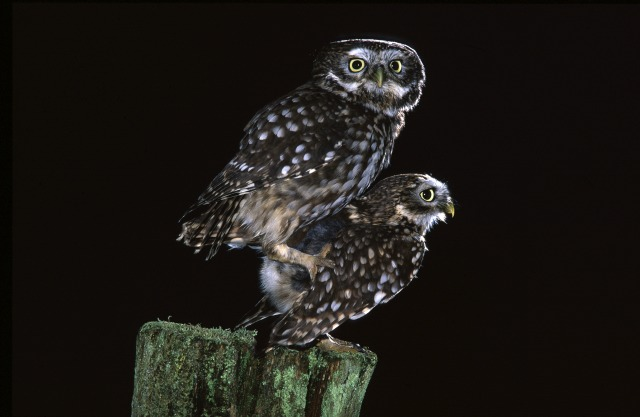
Kopulující pár

Sýček obecný pohlavně dospívá ještě během 1. roku života a hnízdí teritoriálně ve stálých párech, které vykazují vysokou věrnost místu hnízdění. Velikost teritoria je podmíněna kvalitou a strukturou konkrétního stanoviště. Šálek & Lövy (2012) uvádí v ČR průměrnou velikost hnízdního okrsku 9 ha, zatímco studie z jiných částí Evropy hovoří většinou o datech v rozsahu 14,5–41 ha. Např. Grzywaczewski (2009) v Polsku v zemědělské krajině uvádí průměrnou velikost hnízdního okrsku 19,9 ha, ale zároveň podotýká, že místa s větším zastoupením travnatých stanovišť hostí znatelně menší domovské okrsky než ta umístěná na orné půdě, se kterou bývá spojena výrazně menší nabídka potravy. Již během zimy začínají samci znovu výrazněji střežit hranice teritoria a od února do dubna (v závislosti na klimatických podmínkách) probíhá tok doprovázený častými hlasovými projevy. Samci v okrscích vybírají také hnízdní dutiny, které během toku představují samicím. Konečné místo k hnízdění volí pravděpodobně samice.
Hnízdo je v dutinách starých stromů, nejčastěji ve vrbách a ovocných stromech, také ve stavbách (ve zdech, pod střechami, v holubnících, transformátorech), v budkách a vzácně v zemních děrách. Z 316 hnízd v Německu bylo 54,5 % ve stromech (z toho 27 % v ovocných stromech a 17 % ve vrbách), 27,5 % ve stavbách a 18 % na jiných místech, vč. hnízdních budek. V ČR v posledních desetiletích dramaticky ubylo případů hnízdění ve stromových dutinách ve prospěch lidských staveb; zatímco ještě na počátku 80. let 20. století ve stromech probíhalo 83 % hnízdění, v období let 2005–06 v nich hnízdila jen 2 % párů. Samotná stavba hnízda ze strany rodičů neprobíhá; samice pouze před kladením vyhloubí na dně kotliny mělký důlek a v opakovaně obsazovaných hnízdech slouží jako podklad pro vejce zbytky vývržků z předchozích hnízdění.

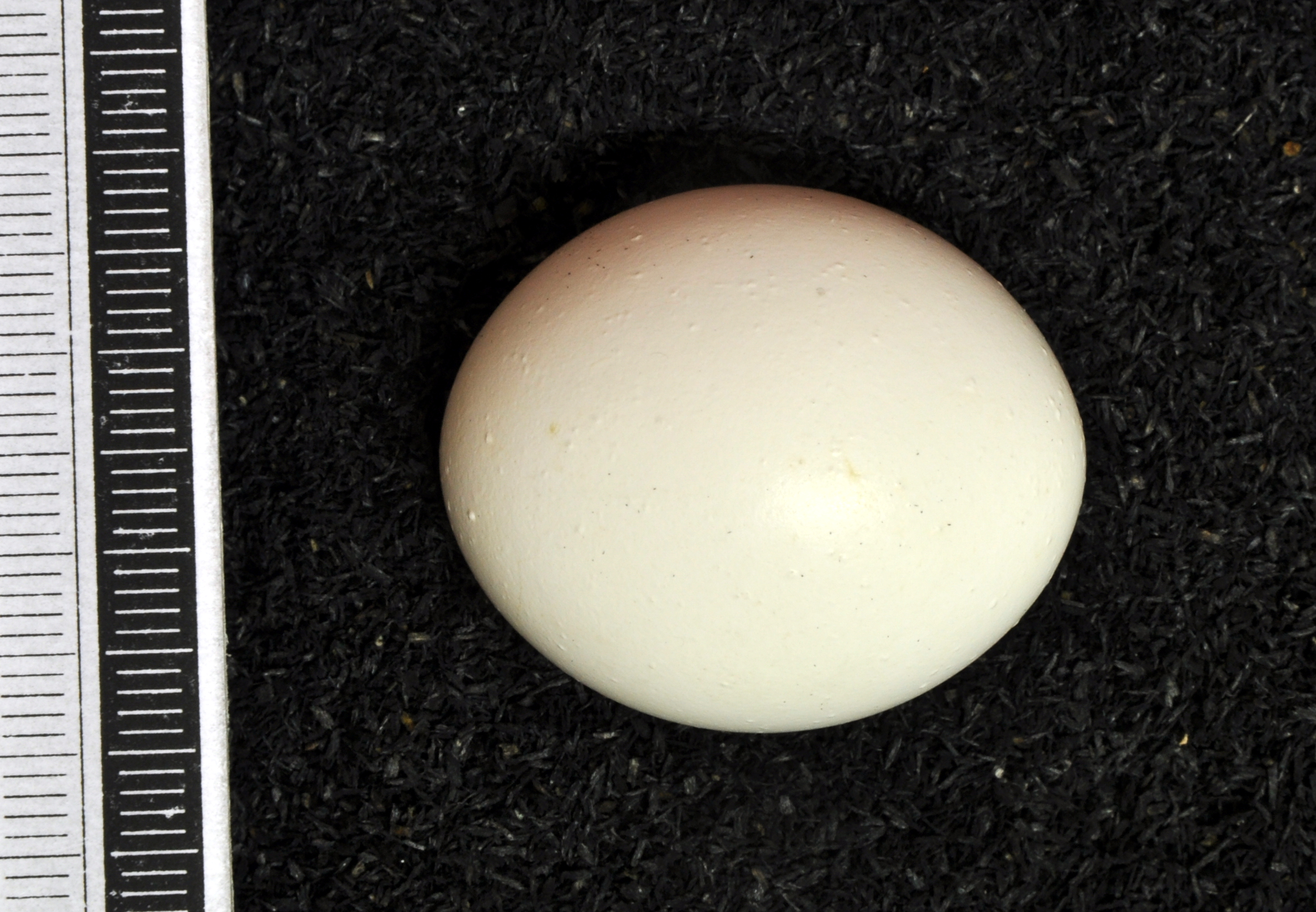
Vejce

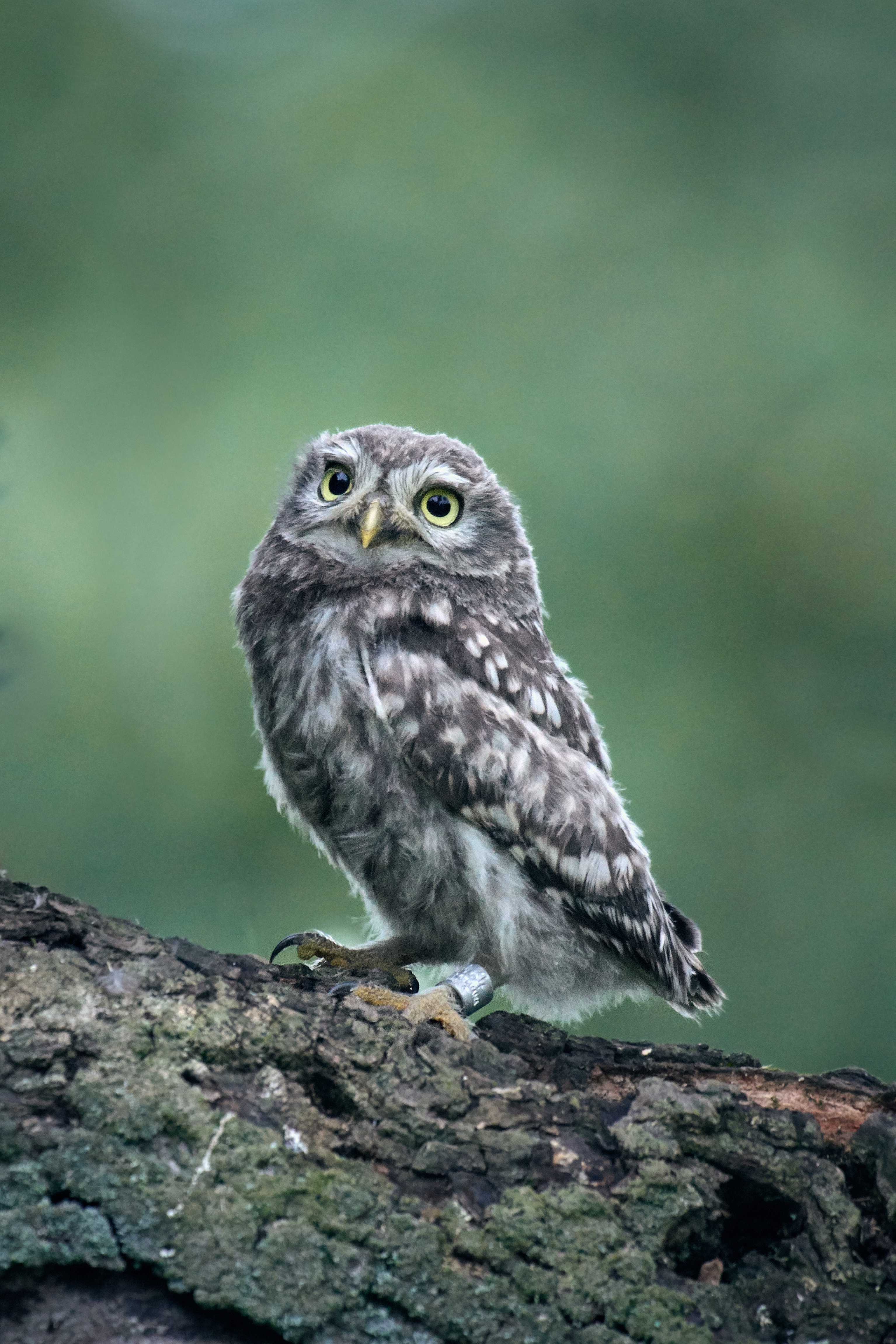
Mladý pták

Začátek snášení závisí na dostupnosti potravy a počasí, ve střední Evropě připadá obvykle do druhé poloviny dubna. Ročně mívá 1 snůšku po 4–5 (3–6) vejcích, v případě ztráty v časné fázi hnízdění klade snůšku náhradní. Velikost snůšky je pozitivně ovlivňována dostupností hlavní potravy, tedy hrabošů, kdy v letech s vysokými stavy tohoto hlodavce samice klade v průměru o 1–1,2 vajec více než v sezónách s nízkými stavy hlodavců. Vejce jsou čistě bílá, mírně lesklá, téměř kulovitá, o rozměrech v průměru 34,8 × 29,3 mm a hmotnosti cca 16,1 g. Snášena jsou obvykle v intervalu 2 dnů. Sezení začíná od snesení předposledního nebo posledního vejce a trvá 24–25 dnů, podílí se na něm samotná samice, které samec přináší potravu.
Mláďata se líhnou nejčastěji v jednodenních intervalech, ale někdy i v rozpětí 2–3 dnů. Průměrná hmotnost čerstvě vylíhlých mláďat je 10–12 g. První týden života jsou intenzivně zahřívána samicí, která je také krmí potravou přinášenou samcem. Oči se jim otevírají po 8–10 dnech a hnízdo opouštějí ve stáří 30–35 dnů. V této době nejsou ještě zcela vzletná, takže se zdržují poblíž hnízda a rodiče je stále krmí. Úplné samostatnosti dosahují ve stáří 2–3 měsíců, kdy opouštějí domovský okrsek a usazují se v jeho okolí (ve středním Vestfálsku se mláďata rozptylovala průměrně 4,1 km, v západním Německu do 10 km).
Ztráty na snůškách mohou být způsobeny řadou vlivů; ze 48 zmařených pokusů o hnízdění ve fázi vajec za 15 stála predace, ve 4 případech neoplozená vejce, 3 hnízda byla opuštěna rodiči, 2 zatopena vodou, 2 zmařena kvůli rušení ze strany lidí, 2 kvůli pádu hnízda na zem, 1 kvůli pádu celého stromu s hnízdem uvnitř, 1 kvůli mravencům a u zbylých 18 zůstala příčina neznámá. V Anglii bylo během osmiletého monitorovacího období 15 hnízdních budek užívaných sýčkem napočítáno dohromady 305 vajec, ze kterých se vylíhlo 265 (87 %) mláďat. Míra úmrtnosti mláďat dosáhla 4,5 %, přičemž nastala v naprosté většině (90 %) případů do 5 dnů od vylíhnutí a byla způsobena podchlazením, kainismem a vyhladověním. Prokázala se také korelace mezi vysokou neúspěšností ve fázi vajec i mláďat a nízkou dostupností kořisti, kdy v letech s nízkými stavy malých savců a hmyzu byla míra neúspěšnosti nejvyšší. V Německu stál ze známých příčin za úhynem 51 mláďat nejčastěji pád z hnízda (18), predace (12) a úhyn rodičů (6). Celková míra predace v 1004 obsazených hnízdních budkách bez zvláštního zabezpečení proti predátorům dosahovala 9,45 %, zatímco v 509 budkách s instalovanou ochranou byla zaznamenána predace nulová, což dokládá důležitost řádného zabezpečení a bezpečného umístění instalovaných budek pro sýčky. Na základě dat z Německa se průměrná celková hnízdní úspěšnost jeví vyšší v hnízdních budkách (2,47 vyvedených mláďat na hnízdící pár v 76 případech), nežli v přirozených dutinách (2,20 vyvedených mláďat na hnízdící pár v 10 případech). Míra přežití v 1. roce dosahuje 15–27 %, v dalších letech 36 %. Průměrná délka života je 3,8 let, nejvyšší známý věk okroužkovaného ptáka 15 let.

## Potrava

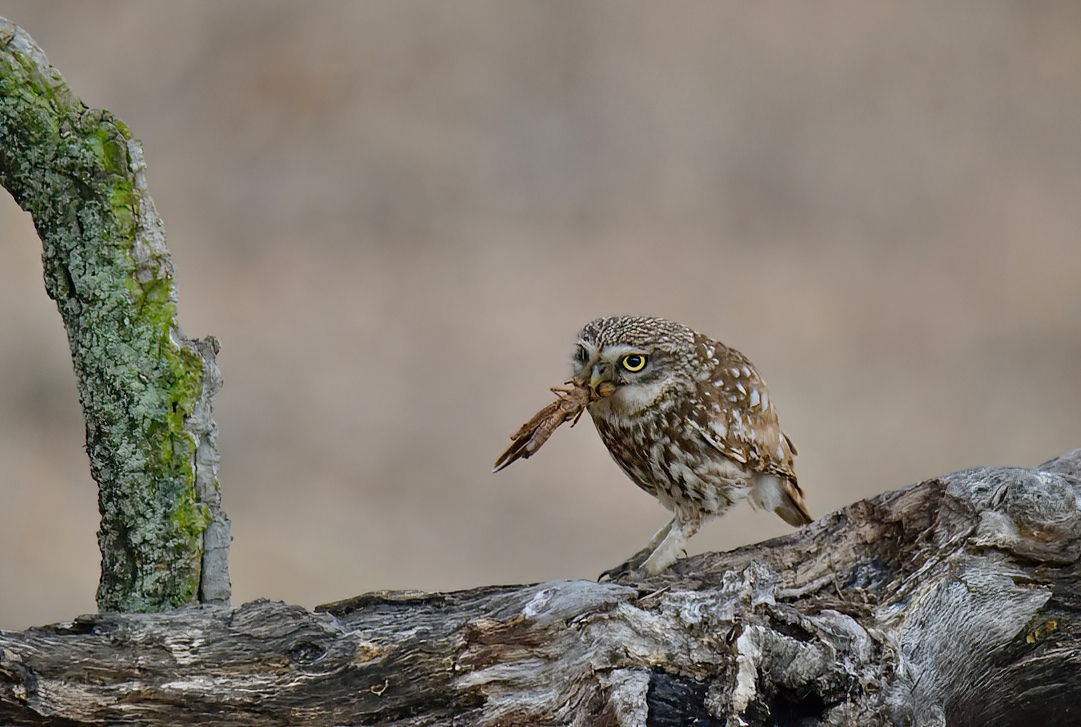
Sýček s kořistí v podobě hmyzu v zobáku

Potravní spektrum sýčka je široké a zahrnuje hmyz (nejvíce brouky, škvory a cvrčky), žížaly, malé savce a ptáky, plazy a obojživelníky. Nieuwenhuyse et al. (2008) mezi kořistí evidují dohromady 544 druhů živočichů, z toho 377 bezobratlých, 54 malých savců, 82 malých ptáků, 15 plazů, 14 obojživelníků a 2 ryby. Potravinové studie vesměs uvádějí významné zastoupení hmyzu (hlavně brouků), a to zejména z pohledu počtu úlovků (v některých studiích i více než 90% podíl), přičemž např. v regionu Středomoří tato složka hraje v potravě podstatnou roli i v zimě. V období krmení mláďat se jako důležitá složka potravy jeví žížaly, které ve Švýcarsku tvořily 65,5 % všech úlovků a dosáhly podílu 57,9 % z pohledu biomasy. Významné zastoupení žížal bylo ve stejném období potvrzeno také v Nizozemsku (19,2 % množstvím, 20 % biomasou) nebo Francii (50 %, resp. 30 %). Z území ČR relevantní potravinová studie chybí, ale např. Folk v okolí Brna ve vývržcích a zbytcích z hnízd zaznamenal celkem 261 obratlovců, z toho 77,4 % (202) hrabošů polních, 10,1 % (26) myší a myšic či 5,3 % (14) norníků rudých. Hmyz zjistil v 74 % vývržků.
Složení potravy do značné míry odráží aktuální nabídku v jednotlivých teritoriích a je tím pestřejší, čím je vyšší biodiverzita daného stanoviště. Na stanovištích s nízkou biodiverzitou (např. orná půda) je tak sýček častěji nucen ke „specializaci“ na jedinou dostupnou kořist typu žížal, kterých však musí kvůli jejich nízké výživové a energetické hodnotě ulovit větší množství. Měřeno biomasou proto zůstávají bez ohledu na okolní vlivy nejdůležitější složkou potravy drobní savci, ve střední Evropě pak zejména hraboš polní, jehož stavy prokazatelně ovlivňují i hnízdní úspěšnost sýčka. Přes značný velikostní rozsah možné kořisti je patrná preference malých hlodavců o hmotnosti mezi 10–30 g. Průměrná denní spotřeba potravy odpovídá 46,7 g (59–75 g při okolní teplotě 0 °C a 23–30 g při teplotě 30 °C).
Loví za šera a v noci, nejvíce 1–2 hodiny po setmění a před svítáním, v době krmení mláďat pravidelně i přes den. Technika lovu závisí na typu vegetace; je-li na lovecké lokaci vegetace nízká, kořist sýček loví častěji přímo na zemi nebo po výpadu z nízkých posedů, jako jsou kameny, přičemž dokáže po zemi docela rychle běhat a kořist aktivně pronásledovat. Podle dat z Belgie na takových lokacích sýček přímo na zemi získává 65 % kořisti. Na místech s vyšší vegetací, kde je možnost lovu ze země kvůli nižší přehlednosti ztížená, využívá spíše vyvýšených posedů (stromů, keřů, sloupů), odkud se kořisti po rychlém výpadu zmocňuje do napřažených pařátů. Někdy také loví za letu nebo vybírá hnízda ptáků či nory pískomilů. Za letních nocí často chytá můry a další hmyz, který se stahuje za světlem, a je proto možné ho pozorovat u sloupů veřejného osvětlení nebo oken domů s rozsvícenými světly. Ulovenou potravu přenáší v zobáku nebo pařátech; z 4918 položek přinášených rodiči na hnízdo ve Švýcarsku byli bezobratlí téměř výhradně přinášeni v zobáku, zatímco malí savci v 65 % případů v zobáku a v 35 % případů v pařátech. Ptákům před pozřením trhá křídla a ocas, menší kořist polyká vcelku. Nadbytečnou potravu někdy ukrývá do stromových dutin. Nestravitelných částí se zbavuje 1–2× denně formou válcovitých, na jednom konci obvykle zakulaceně zakončených vývržků o rozměrech 30–40 × 10–19 mm. Zbarvení vývržků obsahujících zbytky hlodavců je světle šedé, zatímco vývržky s výhradním zastoupením zbytků hmyzu mají zbarvení černé nebo cihlově červené.

## Ohrožení a ochrana

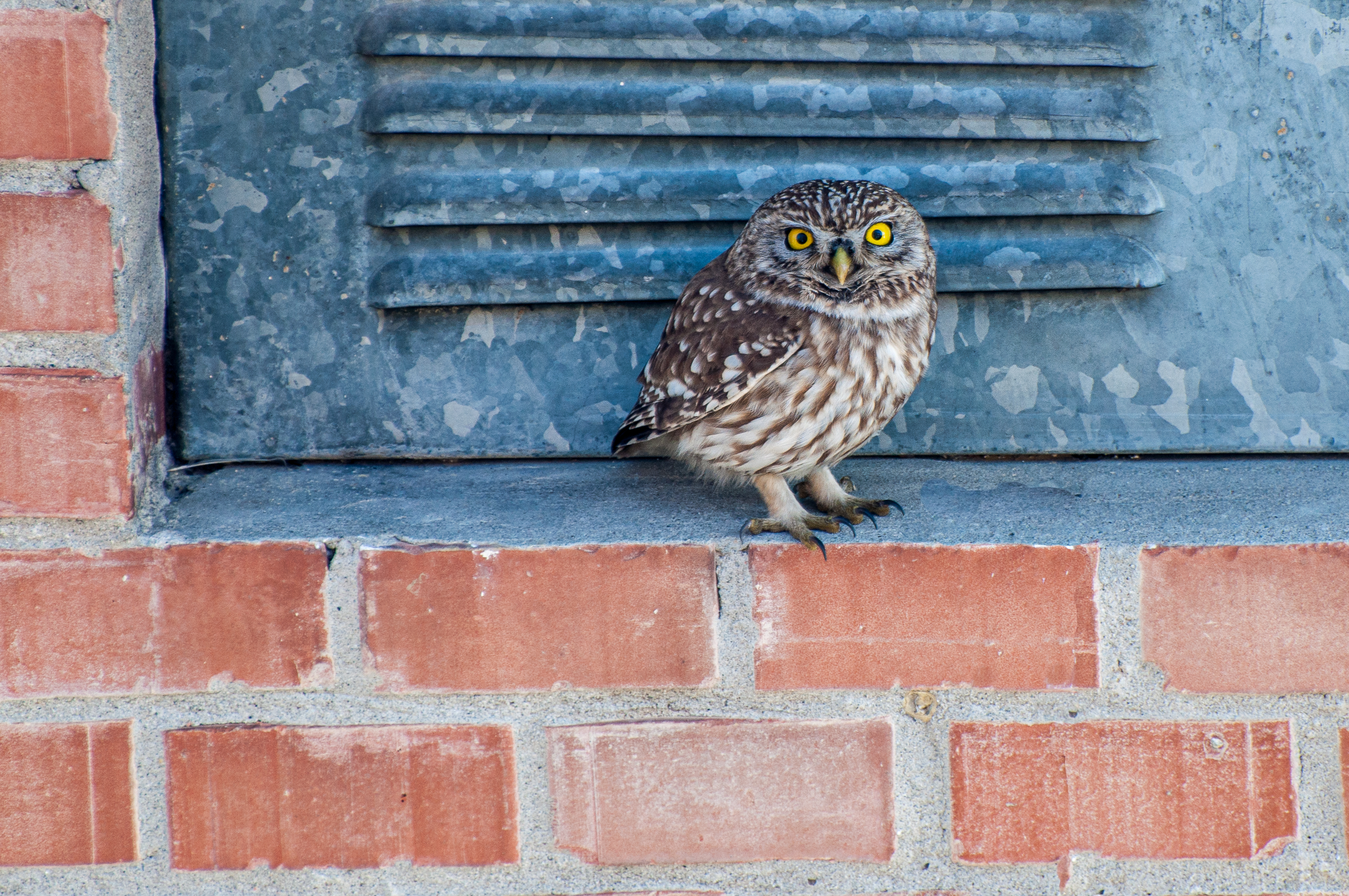
Sýček obecný je kvůli svému častému výskytu v těsné blízkosti lidských sídel vystaven řadě antropogenních hrozeb

V Červeném seznamu IUCN je sýček zařazen do kategorie málo dotčených druhů (Least Concern – LC), přičemž velikost globální populace byla v roce 2004 odhadnuta na 556 000–1 267 900 párů. Od 50. let 20. století početní stavy tohoto ptáka ve většině zemí západní a střední Evropy silně poklesly a v mnohých oblastech došlo k jeho úplnému vymizení, což bývá přičítáno nepříznivým změnám v krajině, jako je intenzifikace zemědělství, úbytek nízkých extenzivně využívaných travnatých ploch a likvidace starých alejí a vysokokmenných sadů s doupnými stromy. Mezi faktory, ovlivňující početnost sýčka obecného přímo, pak patří tuhé zimy s dlouhotrvající sněhovou pokrývkou, predace (kunou skalní, kočkou, většími druhy sov) či různé antropogenní vlivy, jako jsou srážky s automobily a dráty elektrického napětí, uvíznutí v prostorách zemědělských objektů a dalších staveb (např. v komínech) nebo utonutí v nádržích s tekutinami. Aktivní ochrana sýčka je vedle ochrany hnízdních lokalit jako takových a eliminace technických pastí představujících riziko zranění či úhynu možná zejména vyvěšováním vhodných hnízdních rour o délce zhruba 1 m a průměru asi 20 cm, které se zavěšují vodorovně na větve stromů.
Na území ČR byl sýček obecný ještě ve 30. a 40. letech 20. století nejhojnější sovou, jejíž populace čítala pravděpodobně desítky tisíc hnízdících párů. Podobně jako v řadě dalších evropských zemích ale i zde zvláště od poloviny 50. let začalo významné snižování stavů a zmenšování areálu výskytu, přičemž pokles se projevoval během všech následujících celostátních mapováních, aby na konci 20. století ještě zesílil a pokračoval dosud. Ještě v 70. letech (1973–77) během prvního celostátního sčítání byly celkové stavy sýčka obecného odhadnuty na 1000–2100 párů a obsazenost mapovacích kvadrátů na 72 %. Další mapování z let 1985–89 odhad početnosti snížilo na 700–1000 párů a obsazenost mapovacích kvadrátů na 68 %. Ještě výraznější úbytek je znatelný srovnáním dat z období 1985–89 a dalšího sčítání v letech 2001–03, ze kterého vyplývá pokles početnosti o celých 59 % na pouhých 250–500 párů a zároveň snížení obsazenosti kvadrátů o takřka 60 % na výsledných 20 %. Jeden z posledních odhadů z roku 2018 uvádí, že populace již pravděpodobně nepřesahuje ani 100–130 párů, přičemž rozšíření sýčka vykazuje značně ostrůvkovitý charakter s jednotlivými populace vzdálenými desítky i stovky kilometrů od sebe. Obdobný pokles populačních hustot jako v ČR byl zjištěn také v některých dalších státech, včetně Slovenska, Polska, Rakouska a Lucemburska.
Právě razantní pokles početnosti je důvodem, proč je sýček obecný v ČR dle vyhlášky č. 395/1992 Sb. uveden mezi zvláště chráněnými druhy ptáků v kategorii silně ohrožených a v Červeném seznamu ptáků České republiky zařazen mezi kriticky ohrožené druhy.

## Vztah k lidem

### Mytologie a pověry

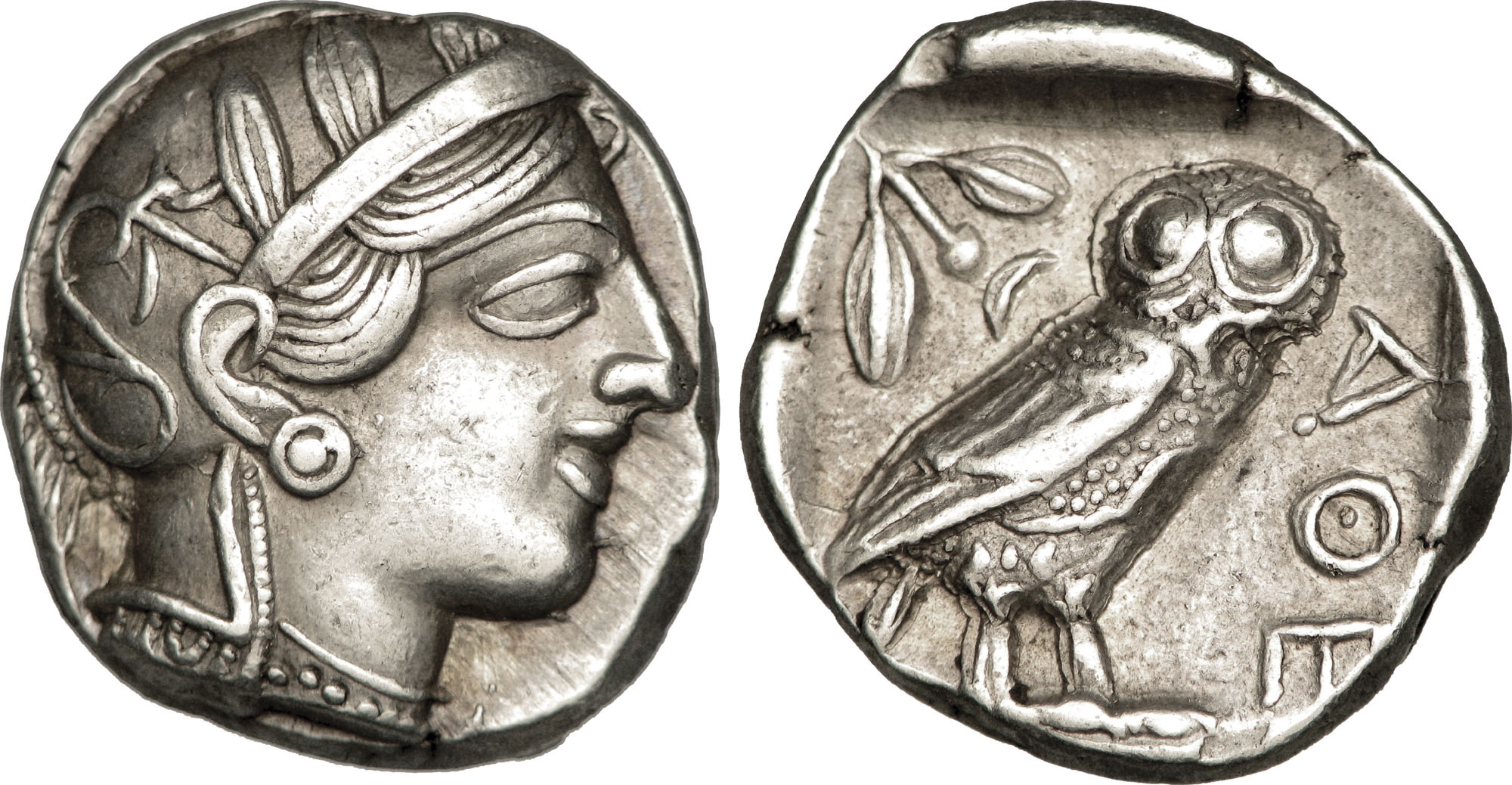
Athénská tetradrachma s portrétem bohyně Athény na líci a podobiznou sýčka obecného na rubu ze série vyražené kolem roku 410 př. n. l.

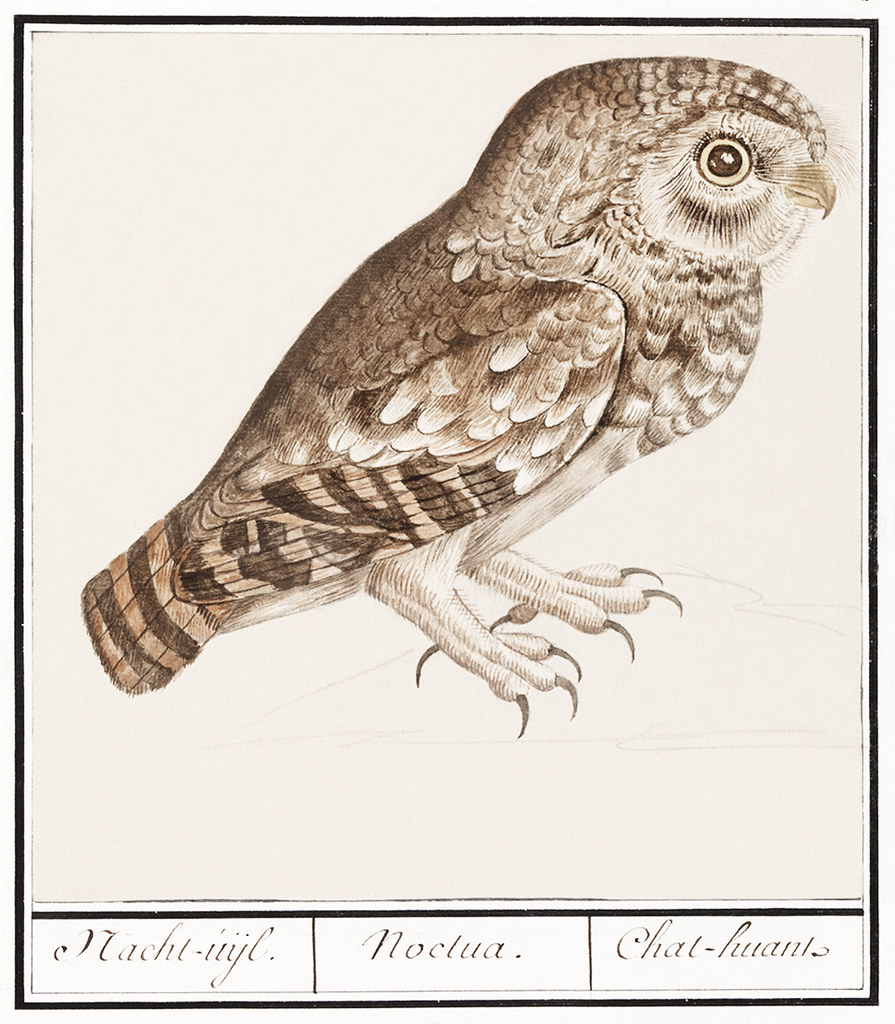
Ilustrace sýčka od Anselma Boëtia de Boodta z let 1596 až 1610

Sýček obecný se kvůli životu v těsné blízkosti lidských sídel a pronikavému, v noci znějícímu volání těšil po celá staletí pozornosti lidí a stával se součástí lidové slovesnosti a pověr. Jedno z nejstarších vyobrazení sýčka bylo nalezeno na území Vnitřního Mongolska a pochází z období 8000 až 7500 let př. n. l. V sumerské lamentaci Nářek nad zkázou Eridu je zmiňován jako pták spánku, žalu v srdci a zničených měst. S prázdnotou a zmarem je pták jménem כוס kôs, ztotožňovaný se sýčkem, hned dvakrát spojován též ve Starém zákoně (Ž 102,7b: jsem jako sýček v pustinách; Iz 14,23: proměním jej v hnízdiště sýčků a ve slatiny, vymetu jej pometlem zkázy), a potřetí je zde jmenován mezi živočichy, jež se nesmějí jíst a jsou hodni opovržení (Lv 11,17). Ve starověkém Řecku se sýček lidem představoval naopak jako posvátný pták, který doprovázel bohyni moudrosti a boje Athénu. Jeho podobizna je proto znázorněna i na rubu jedné z nejznámějších starořeckých mincí tetradrachmě spolu s olivovou ratolestí a půlměsícem, jíž na líci dominuje portrét Athény z profilu. Uvedená série stříbrných mincí byla prvně vyražena kolem roku 525 př. n. l. a v oběhu vydržela další dvě století. Spojitost sýčka s Athénami byla ve své době natolik signifikantní, že dala vzniknout i rčení „nosit sovy do Athén“, které významově odpovídá českému „nosit dříví do lesa“.
Ve starověkém Římě, jakož i některých dalších kulturách, byly sovy označovány za posly smrti a špatných zpráv. Zde má také původ české sloveso „sýčkovat“ (v hovorové variantě „sejčkovat“), které znamená strašit, očekávat a předpovídat neúspěch, neštěstí nebo vůbec něco nepříjemného. V přeneseném významu se houkání i samotná přítomnost sýčka spojovala s neštěstím, katastrofou nebo dokonce smrtí, případně se pojmem sýček označovala „sýčkující“ osoba, škarohlíd, pesimista, který stále očekává nebo předvídá něco zlého. Rozšířenost uvedené pověry dokládá mj. Jungmann, který sýčka ve svém slovníku z roku 1838 charakterizuje následovně: „rád po světle a nemocnicech jdoucí, zvláště gde shnilou zimnici nebo spálu čije, pročež za zvěstovatele smrti u prostého lidu držený“. Také Košťál (1895) zmiňuje, že „jako sova tak sýček, kalous a j. jsou ptáky zlověstnými, kteří křikem svým ohlašují smrt a neštěstí“, přičemž „velice pověstným je sejček, jehožto hlas si pověrčivý lid vykládá jako ‚pojď, pojď’; ohlašuje prý křikem svým blízkou smrt nemocnému“ a uvádí dokonce, že „kdyby se však podařilo volajícího ptáka zastřeliti nebo chytiti, nezemřel by dle pověry nemocný. Zabitou sovu přibíjejí někde na vrata s rozpjatýma křídloma, by se neštěstí v domě tom zabránilo“. Dále cituje z Boženy Němcové: „Slovačka bdící u lůžka nemocného dítka svého, slíčíc ‚kuvíka’ volati, smutně praví: ‚Už mi ty zemřeš, už se boží posel ohlašuje’.“ Brehm (1888) k pověrám spojeným se sýčkem píše:
Je vskutku nad míru směšno, že nejsme podnes ještě mnohem dále, než-li mnozí kmenové indičtí, kteří, pokládající sýčka za bytosť nadpřirozenou, dávají se proto často klamati lidem chytřejším. V mnohých krajích německých, a bohužel i u nás, kde jest pověra mezi lidem ještě velice rozšířena, roztomilý sýček pokládá se za ptáka věštícího neštěstí. Lidé nesnaží se přesvědčiti sami, nýbrž věří, co jim napovídají pošetilé báby. Viděly vlastníma očima, že přiletěl sýček v noci k oknům světnic, v nichž byli nemocní, a slyšely vlastníma ušima, že je zval, aby se objevili, rozumí se samo sebou, jako mrtvoly na hřbitově. Zjištěno a pravda jest, že přiletuje nevinný ten pták, přiváben jsa světlem, k osvětleným světnicím, že sedne si mnohdy ze zvědavosti také na okenici a že snad i tu zahouká. Poněvadž se ozývá se brzo tichým a přitlumeným „bu bu“, brzo jasným a zvučným „krev krev kebel kebel“, brzo konečně houkavým „kuvit kuvit“, všelijak pověrčivý lid vykládá si zvuky ty způsobem svým, jakoby přivolával smrť, a z té příčiny sýček se mu hnusí. Ale již v Evropě jižní nepohlíží na něj nikdo okem nepříznivým. Tam jest tak častým, že ho každý zná, a proto jest miláčkem starých i mladých. Již v Italii chová se obecně jakožto milý pták; v Řecku pak pokládá se až podnes za ptáka velmi nadaného, i jest tam v takové vážnosti, že darovali králi Ottovi, když po prvé tam přicházel, živého sýčka na uvítanou. Neméně vážen jest v Palaestině, kde ho pokládají za šťastného ptáka, nikdy ho nepronásledujíce, spíše ho chráníce a chovajíce.
Život zvířat, str. 74–75

### Využití
Od nepaměti využívali čižbáři averze drobných ptáků k sovám, jejich přirozenému nepříteli. Právě v minulosti zcela běžný, relativně malý (= nenáročný) sýček byl pro ptáčníky ideální „návnada“ pro takový lov. Svou přítomností působil vystavený sýček zděšení a vyvolával přirozenou reakci – útok. Dorážející ptáci upadali snadno na čihadle do nastražených léček. Buď sedali na lep nebo se chytali do nastražených ok a sítí.
Využívání sýčka k čižbě uvádí také Brehm (1888), který zároveň z Itálie popisuje chov ochočených sýčků k lovu škůdců i pro potěchu:
Vrány, straky, sojky a všichni drobní ptáci pronásledují ho, náramně křičíce. Na tom zakládá se zvláštní způsob čižby, která velmi oblíbena jest, zejména v Italii. Kolem sýčka rozestaví se vějičky, na nichž chytá se drobné ptactvo pohromadě. „Aby nebyla nikdy nouze o sýčky“, vypravuje Lenz, „Vlaši starají se velmi o dobrá, tmavá hnízdiště pod střechami a o pohodlný k nim přístup. Ze hnizd vybírají a odchovávají jen tolik mladých, kolik je zapotřebí pro dům anebo na prodej; ostatním ponechává se úplná volnosť. Ochočení sýčkové jsou opravdovými domácími přátely Vlachů, pobíhají často svobodně po domě, na dvoře a v zahradě s přistřiženýma křídloma, chytají všude myši, zvláště pak rádi bývají chováni v zahradách, dobře ohrazených, kde hubí hlemýždě a všelijaký obtížný hmyz, nečiníce ani sebe menší škody. Pracuje-li po tamějším zvyku obuvník, krejčí, hrnčíř anebo jiný řemeslník na ulici, mívá velmi rád, jak jsem často viděl, své miláčky, dva až čtyři sýčky, přivázány vedle sebe na bidle a pohlíží na ně co nejčastěji a nejlaskavěji“.
Život zvířat, str. 76
Uvedená praxe domácího chovu sýčků na území Itálie skutečně existovala, a to až do legislativního zákazu v 90. letech 20. století. V obci Crespina v provincii Pisa v Toskánsku se v minulosti dokonce každoročně pořádal tzv. soví trh, na kterém byli předváděni a prodáváni z hnízd odebraní a v zajetí odchovaní sýčci.

### Pták roku
Sýček obecný byl Českou společností ornitologickou (ČSO) zvolen Ptákem roku 2018. Výbor ČSO výběrem této v ČR rychle ubývající sovy na pokraji vyhynutí dle vlastního vyjádření mínil „upozornit na osud, který hrozí mnoha dalším ptákům zemědělské krajiny“.